# Kissufim
Kissufim (en hebreo: כִּסּוּפִים‎, en árabe: كيسوفيم‎) es un kibutz en el suroeste de Israel, siendo dependiente del Concejo Regional Eshkol. Ubicado en el noroeste del desierto del Néguev, es fronterizo con el territorio palestino de Gaza. En 2021 tenía una población de 292 habitantes.

## Historia

### Fundación del pueblo
El pueblo fue fundado en 1951 por miembros del Movimiento Juvenil Sionista de Estados Unidos y Sudamérica. Uno de los fundadores del kibutz fue Ami Saull, nacido en Manhattan en 1932 (sobrino de Yisrael Galili y padre del cineasta Dror Shaul). 

### Incursiones de los fedayines palestinos
Kissufim formaba parte del bloque Shalom de asentamientos israelíes destinados a proteger la frontera sur de Israel con la Franja de Gaza de las numerosas infiltraciones de los fedayines palestinos. El gobierno financió habitaciones de hormigón armado para cada vivienda que sirven de refugio antibombas.

### Dror Shaul
En 1999, Dror Shaul, nacido y criado en Kissufim, rodó una comedia satírica, Operation Grandma, basada en la vida en el kibutz.

### Masacre en el kibutz
Durante la masacre de Kissufim de 2023, algunas personas fueron asesinadas en el kibutz. El 7 de octubre de 2023, militantes de la organización Hamás, procedentes de la Franja de Gaza, lanzaron un ataque repentino contra Israel, uno de sus objetivos era este kibutz. Como resultado de este violento ataque, ocho civiles israelíes y seis trabajadores tailandeses murieron, mientras que cuatro personas fueron secuestradas y llevadas como rehenes a la Franja.[cita requerida]
El 8 de noviembre, el Gobierno de Israel confirmó la muerte del español Iván Illarramendi y de su esposa, la chilena Loren Garcovich. El matrimonio fue asesinado por Hamás durante el ataque del 7 de octubre y en ningún momento estuvieron secuestrados, como inicialmente se había afirmado.

## Economía
La economía del kibutz se basa en la ganadería lechera, la avicultura, las plantaciones de cítricos y un huerto de aguacates que constituye una de las principales fuentes de ingresos del kibutz. Kissufim tenía una fábrica que producía monturas de plástico para gafas. La lechería de Kissufim tiene 380 vacas con una producción media de leche de 12 800 litros.

## Arqueología
Tell Jemmeh es un importante yacimiento arqueológico situado a unos 5 kilómetros al este-noreste de Kissufim, en la orilla sur del arroyo Habesor. En junio de 1977, un tractorista que preparaba un nuevo terreno descubrió unos mosaicos que se cree que formaban parte del suelo de una iglesia bizantina de mediados del siglo VI. Según los arqueólogos, se construyó sobre el plano de una basílica cristiana primitiva durante el reinado de Constantino I en el año 313 de nuestra era.
El kibutz alberga un museo arqueológico en el que se exponen artefactos descubiertos en la zona.

## Paso fronterizo de Kissufim
El cercano paso fronterizo de la Franja de Gaza, que lleva el nombre del kibutz, era la principal ruta de tráfico hacia el bloque de asentamientos israelíes de Gush Katif. Se cerró permanentemente al tráfico civil israelí el 15 de agosto de 2005 como parte del plan de retirada. El último soldado israelí abandonó la Franja de Gaza y cerró la puerta al amanecer del 12 de septiembre de 2005, completando así la retirada israelí de la misma.